# Albert Embankment
Albert Embankment est un remblai sur la rive sud de la Tamise dans le centre de Londres.

## Situation et accès
Il s'étire approximativement sur 1,6 km en direction du nord du Vauxhall Bridge au Westminster Bridge et est situé dans le London Borough of Lambeth.

## Origine du nom

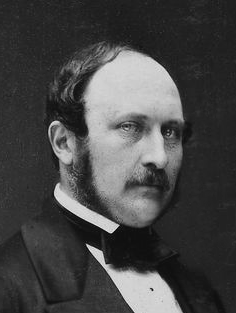
Albert de Saxe-Cobourg-Gotha.

Ce nom évoque la mémoire du prince Albert de Saxe-Cobourg-Gotha (1819-1861) .

## Historique
Créé par Sir Joseph Bazalgette entre juillet 1866 et novembre 1869, il inclut des terres reprises au fleuve et a été conçu pour protéger des secteurs en polder de Lambeth contre l'inondation et également fournir une nouvelle route pour dévier des rues locales encombrées.
À la différence du Thames Embankment de Bazalgette (y compris les Chelsea Embankment et Victoria Embankment), Albert Embankment n'incorpore pas d'égouts principaux. Ceci a permis à la section méridionale du remblai (en amont du Lambeth Bridge d'inclure un certain nombre de ponts avec un petit dock - White Hart Dock - employé par des chalands pour apporter l'argile et d'autres approvisionnements à la poterie royale de Doulton.
Une partie des terres a été vendue à l'hôpital St-Thomas. Au nord du Lambeth Bridge, le remblai est une promenade piétonnière plus étroite devant l'hôpital.
Albert Embankment fait maintenant partie de la route A3036 (en) entre le pont de Vauxhall et le pont de Lambeth.